# Palazzo Mancinforte
Palazzo Mancinforte era un'antica dimora nobiliare che, devastato dalla guerra, venne ristrutturato ad accogliere il Grand Hotel Palace di Ancona, nelle Marche.
Sorge di fronte al Porto, nel pieno centro storico di Ancona.
Rappresenta un importante esempio di edilizia civile quattro-settecentesca.

## Storia e architettura
Il palazzo venne eretto nel XVI secolo dai conti Mancinforte come loro residenza. La decorazione pittorica del palazzo era attribuita a Pellegrino Tibaldi. Nel corso dei secoli XVII e XVIII venne modificato, arricchito  e modificato in seguito al crescere della famiglia e delle esigenze e gusti dei tempi. Il palazzo prospettava su via Saffi dove era l'ingresso principale formato da un portale in pietra sormontato da un balcone.
Durante la dominazione francese con decreto napoleonico del 27 giugno 1811 fu abolito l'antico Tribunale di commercio, o Università dei Mercanti, che venne sostituita dalla Camera di Commercio con la presidenza del Prefetto del Dipartimento del Metauro. Alla nuova istituzione venne data una sede nel Palazzo Mancinforte.
Durante i pesanti Bombardamenti di Ancona del 1943-1944 durante la Seconda guerra mondiale l'edificio venne distrutto, rimanevano solo i muri perimetrali fino al primo piano.
Nel dopoguerra si intraprese una grande opera di ricostruzione riutilizzando gli elementi strutturali e decorativi superstiti e aprendo la facciata principale sul lungomare Vanvitelli (prima era sulla posteriore via Saffi). Si conservarono elementi originali come un vestibolo con corte porticata del Cinquecento, una scala con decorazioni in stucco del Settecento, interni con infissi e mobilia dei secoli XVI, XVII, XVIII e parti di soffitti decorati da stucchi e da dipinti di soggetto classico del '500 e del '700.
Dal 1968 è sede del Grand Hotel Palace di Ancona; completamente restaurato nel 2017